# Wystawa Berlińska
Wystawa Berlińska – ekspozycja propagandowa, przygotowana w Berlinie przez nazistowskie władze III Rzeszy w 1933, pod hasłem „Wschód krajem przyszłości Niemiec”. Wystawa została zainspirowana przez rewizjonistyczną organizację Bund Deutscher Osten (pol. Związek Niemiecki Wschód) i sfinansowana przez władze niemieckich prowincji wschodnich. Wystawa Berlińska trwała przez 60 dni, od 4 grudnia 1933 do 4 lutego 1934, wpisując się w cykl podobnych wystaw propagandowych zorganizowanych przez nazistów na terenie Niemiec w latach 30. Była jedną z największych ekspozycji tego typu wystawianą w Niemczech przed 1939.
Honorowy patronat nad ekspozycją objęli politycy, m.in. prezydent Paul von Hindenburg, pruski premier Hermann Göring, ministrowie Wilhelm Frick i Richard Darré, szef SS i policji Heinrich Himmler i przywódca nazistowskich organizacji młodzieżowych (m.in. Hitlerjugend) Baldur von Schirach.
Ceremonii otwarcia w dniu 4 grudnia 1933 dokonał osobiście teoretyk nazistowski Alfred Rosenberg. W uroczystości wzięły udział osobistości elity politycznej, gospodarczej i kulturalnej ówczesnych Niemiec. Obecni byli wyżsi urzędnicy większości ministerstw Rzeszy i Prus, przedstawiciele władz NSDAP, Hilterjugend, Sturmabteilung, Schutzstaffel, VDA. Ponadto przedstawiciele świata nauki niemieckiej: prof. Albert Brackmann, prof. Bolko von Richthofen z Królewca, Walter Geisler geograf z Wrocławia, rektorzy wyższych uczelni Berlina, a także delegacje studentów z uniwersytetów i placówek naukowo-dydaktycznych z całych Niemiec. Obecni byli ponadto reprezentanci miast niemieckich z prowincji wschodnich, organizacji gospodarczych oraz przedstawiciele radio i prasy niemieckiej.
Pierwsze przemówienie na rozpoczęciu uroczystości otwarcia wygłosił Alfred Rosenberg, stwierdził on iż:

Dla rozwiązania wszelkich zagadnień, jakie postawił sobie wódz narodu niemieckiego, potrzebny jest pokój, ale pokój honoru i poszanowania. Niemcy nie myślą o aneksji innych narodów. Chcą one tylko dokładniej zdać sobie sprawę z tego, co się rozegrało na ziemiach wschodnich i z tego, jaka jest dzisiejsza sytuacja, by postawić pytanie: jakie jest wyjście z tej sytuacji.

Kolejną mowę wygłosił m.in. Wilhelm Frick, który podkreślił, iż wystawa ma na celu uświadomienie Niemcom, „jak wielką ofiarę składa ten naród w imię pokojowej polityki zapoczątkowanej przez kanclerza Adolfa Hitlera”, oraz iż „Niemcy prowadzą konsekwentnie politykę ugody i nie zamierzają nikogo atakować”. Pomimo tych deklaracji, rzeczywiste cele polityki narodowych socjalistów różniły się od oficjalnie ogłaszanych, a treści prezentowane na wystawie przeczyły „pokojowym” przemówieniom czołowych przywódców nazistowskich.

## Cele
Materiały zgromadzone na wystawie, zostały odpowiednio przygotowane według wytycznych NSDAP, i miały prezentować z góry przyjęte określone tezy polityczne, stanowiące wówczas jeden z priorytetów działalności politycznej narodowych socjalistów w Niemczech. Najważniejszymi z nich była rewizjonistyczna teza o „krzywdach” wyrządzonych narodowi niemieckiemu po 1919 (wówczas państwo niemieckie dążyło do obalenia postanowień traktatu wersalskiego), oraz o udziale Polski w oderwaniu „historycznie niemieckich” ziem od Rzeszy. Według ustaleń pomysłodawców wystawy, ustalono na specjalnej naradzie (kierowanej przez zastępcę przewodniczącego BDO, dr. Ernsta Thiele) w Berlinie w lipcu 1933, konieczność zaangażowania do realizacji zamierzonych celów propagandowych, fachowców z dziedziny historii politycznej, geografii, pracowników muzeów i archiwistów oraz historyków sztuki. Cykl podobnych wystaw zorganizowanych w Niemczech w latach 1933–1939, w większości wypadków w tendencyjny sposób przedstawiający stosunki polsko-niemieckie, propagandowo uzasadniał społeczeństwu roszczenia państwa niemieckiego wobec innych krajów na wschodzie i prowadzoną ekspansywną politykę międzynarodową. Wystawa kształtowała również pożądaną świadomość historyczną odbiorców i stawała się okazją dla działaczy nazistowskich do wygłaszania przemówień politycznych, rozpowszechnianych następnie przez środki masowego przekazu na cały kraj.

## Wystawa
Wystawa Berlińska składała się z czterech działów:
1. Ludy ziem wschodnich.
2. Krajobraz „niemieckiego wschodu”.
3. Historyczny rozwój miast i wsi na wschód od Odry.
4. Wschodnie rubieże Niemiec po roku 1919.

Eksponaty zebrane na wystawie (głównie liczne zestawy fotogramów, map, przedmiotów archeologicznych i muzealnych) miały na celu uświadomienie widzom krzywd wyrządzonych Niemcom po I wojnie światowej. Kluczem wystawy było hasło „Niemieckiego Wschodu” obejmującego „praniemieckie” (niem. Urdeutsch) tereny przyznane Polsce, północne tereny Czechosłowacji, Austrię, Siedmiogród i południowo-wschodni rejon basenu Morza Bałtyckiego.
Zagrożenia ze strony Polaków dowodziły mapy i plansze przedstawiające spalone niemieckie wsie i miasta w okresie wojny Polski z zakonem krzyżackim w latach 1411–1419, oraz podobne konflikty z lat 1655–1657 w Prusach Wschodnich, kiedy to według autorów wystawy Polacy zachowywali się wobec Niemców jak Tatarzy, lata 1709–1711, kiedy to Polacy mieli przywlec zarazę, która spowodowała śmierć 40% mieszkańców Prus Wschodnich.
Najbardziej sugestywną częścią wystawy był dział przygotowany przez historyka niemieckiego K. von Loescha, traktujący o wschodnich rubieżach Niemiec po roku 1919. Autor przedstawił w nim traktat wersalski jako haniebne wymuszenie niesprawiedliwych granic Niemiec na wschodzie, dyskryminowanie niemieckiej mniejszości w Polsce oraz postępujący upadek gospodarczy Prus Wschodnich, Pogranicza i Śląska.
Według K. von Loescha, Polska zawdzięczała swą niepodległość Niemcom (czego dowodem miał być akt z 5 listopada 1916), zaś odpłaciła za to zagarnięciem ziem które do niej nie należały, stając się zlepkiem narodowości bez większego znaczenia politycznego.
Na wystawie przedstawiono też sylwetki słynnych osób mieszkających na niemieckich Kresach: obok Fryderyka Wielkiego, Immanuela Kanta, Josepha Eichendorffa, Johanna Fichtego miał się do nich zaliczać także astronom Mikołaj Kopernik.

## Reakcje
Polskie Ministerstwo Spraw Zagranicznych zostało poinformowane o wystawie przez posła RP w Berlinie, który relacjonując wystawę stwierdził, iż powtórzono w niej wszystkie dotychczasowe argumenty propagandy niemieckiej, mające uzasadniać rewizjonistyczne dążenia Niemiec w Europie Wschodniej. W swoim raporcie, poseł RP zwracał uwagę iż organizuje się masowe wycieczki z całych Niemiec na ekspozycję berlińską podczas pertraktacji o nawiązanie dobrosąsiedzkich stosunków polsko-niemieckich.
Wystawa wywołała liczne komentarze i dyskusje w polskiej prasie. Gazety niemieckie, szczególnie organy prasowe inicjatora i organizatora ekspozycji, związku Bund Deutscher Osten, na przykład gazeta „Ostland”, w większości namawiały do zwiedzania Wystawy Berlińskiej, podkreślając iż była to największa tego typu ekspozycja, dowodząca odwiecznych praw narodu niemieckiego do jego kresów wschodnich.